# Ålands län
Ålands län (finska: Ahvenanmaan lääni) var ett av Finlands län. Det bildades den 13 juni 1918 när Åland bröts ut ur Åbo och Björneborgs län. Länet omfattade hela landskapet Åland och upphörde vid årsskiftet 2009 när länsindelningen avskaffades. Det ersattes då av Statens ämbetsverk på Åland.
I praktiken kallades området oftast bara Åland. Många uppgifter som annars hanterades av länsstyrelserna sköttes i stället av landskapsmyndigheterna.

## Historia
När Finland blev självständigt 1917 uppstod en konflikt med Sverige om Ålands tillhörighet. Finland föreslog självstyre som lösning och bildade ett eget län för Åland 1918. Hjalmar von Bonsdorff utsågs till första landshövding, men ersattes samma år efter kritik från lokalbefolkningen.
År 1920 antog riksdagen en självstyrelselag, men många ålänningar ville hellre tillhöra Sverige. Nationernas förbund avgjorde frågan 1921 och beslutade att Åland skulle tillhöra Finland, under förutsättning att det svenska språket och kulturen skyddades. Den 9 juni 1922 höll Ålands landsting sitt första möte och tog över ansvaret för flera områden från staten.

## Länsbegreppet
Åland kallades formellt för län i statliga dokument, men lokalt användes oftare begreppet *landskap*. Ålands lagting ville att länsbegreppet skulle tas bort eftersom det ansågs missvisande.

## Kommuner 2009
Vid länets upphörande bestod Åland av följande 16 kommuner:
- Brändö
- Eckerö
- Finström
- Föglö
- Geta
- Hammarland
- Jomala
- Kumlinge
- Kökar
- Lemland
- Lumparland
- Mariehamn
- Saltvik
- Sottunga
- Sund
- Vårdö

## Landshövdingar
- Hjalmar von Bonsdorff (1918)
- William Isaksson (1918–1922)
- Lars Wilhelm Fagerlund (1922–1937)
- Torsten Rothberg (1938)
- Ruben Österberg (1939–1945)
- Herman Koroleff (1945–1953)
- Tor Brenning (1954–1972)
- Martin Isaksson (1972–1982)
- Henrik Gustafsson (1982–1999)
- Peter Lindbäck (1999–2009)

## Kartor

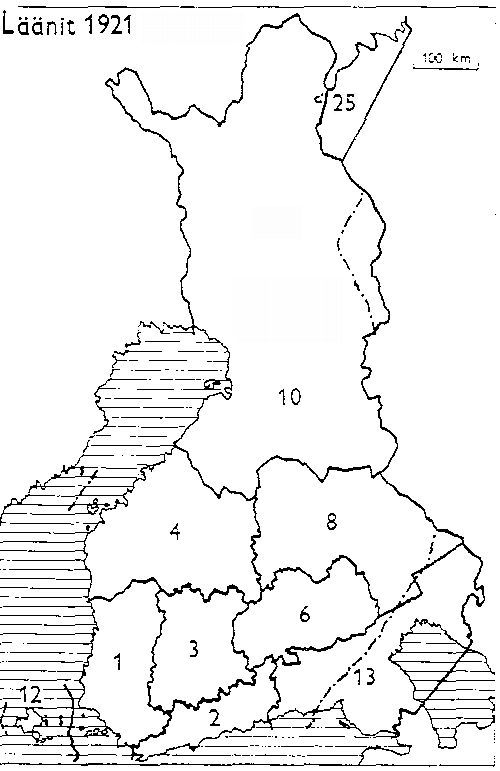
Finlands län 1921 (Åland nr 12)
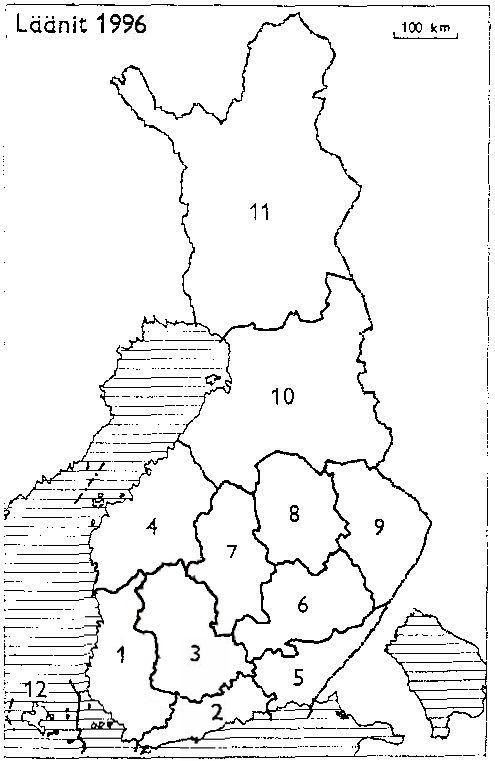
Finlands län 1996 (Åland nr 12)
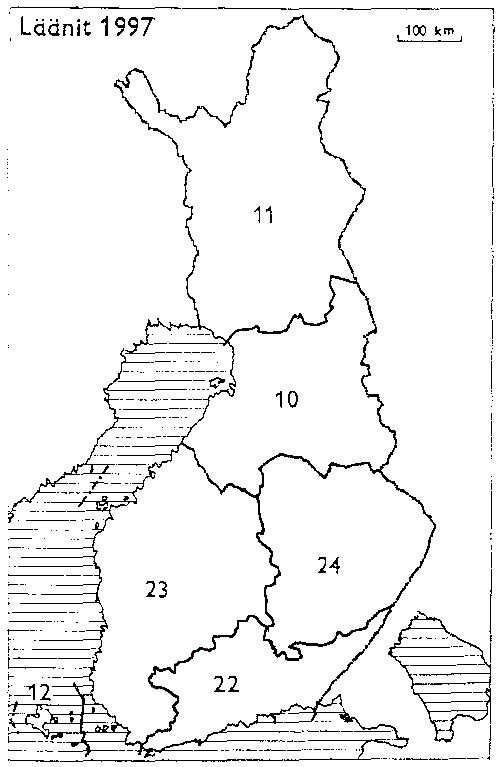
Finlands län 1997 (Åland nr 12)